# Stavovské Zamází

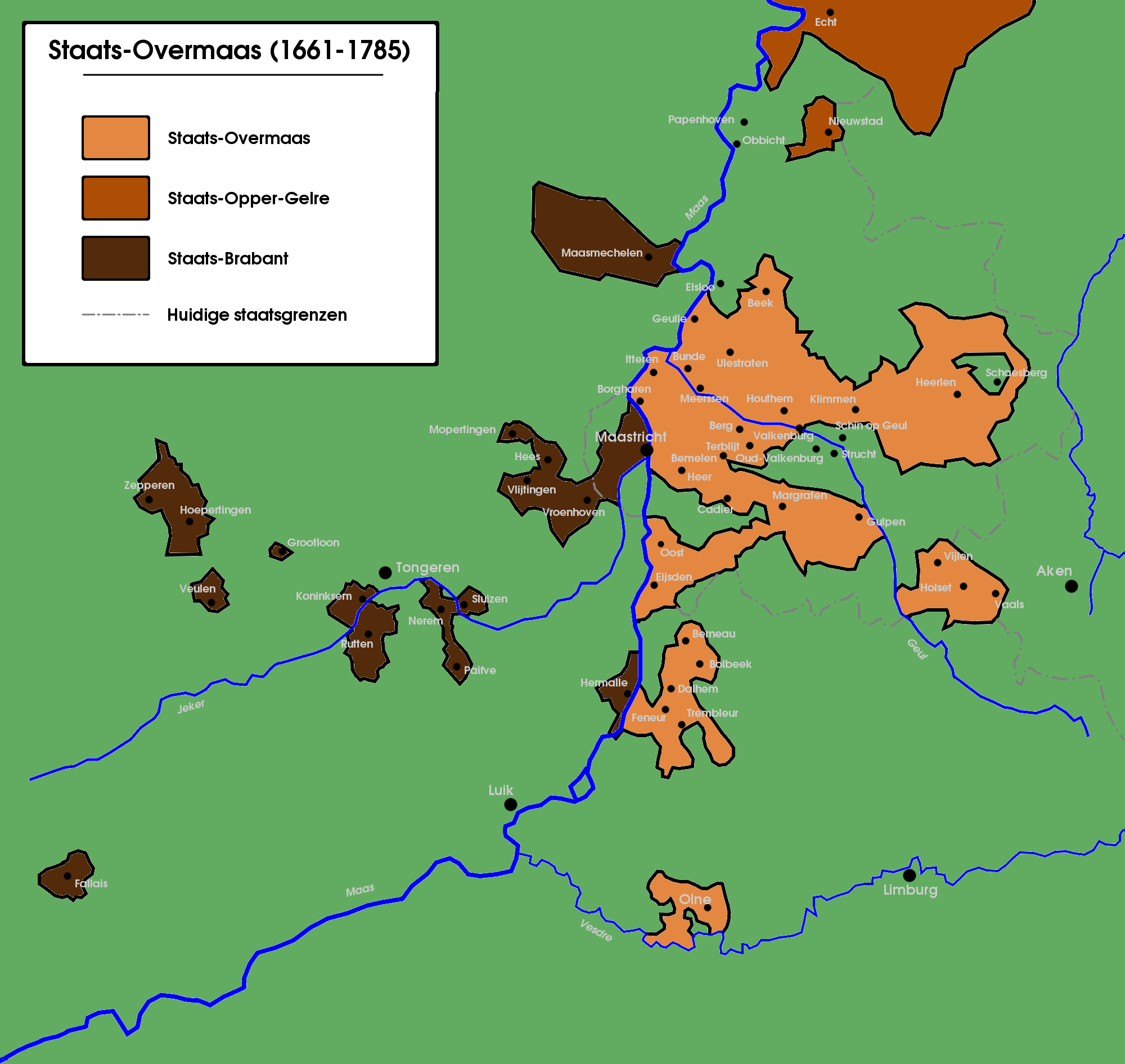
Stavovské Zamází v letech 1661-1785

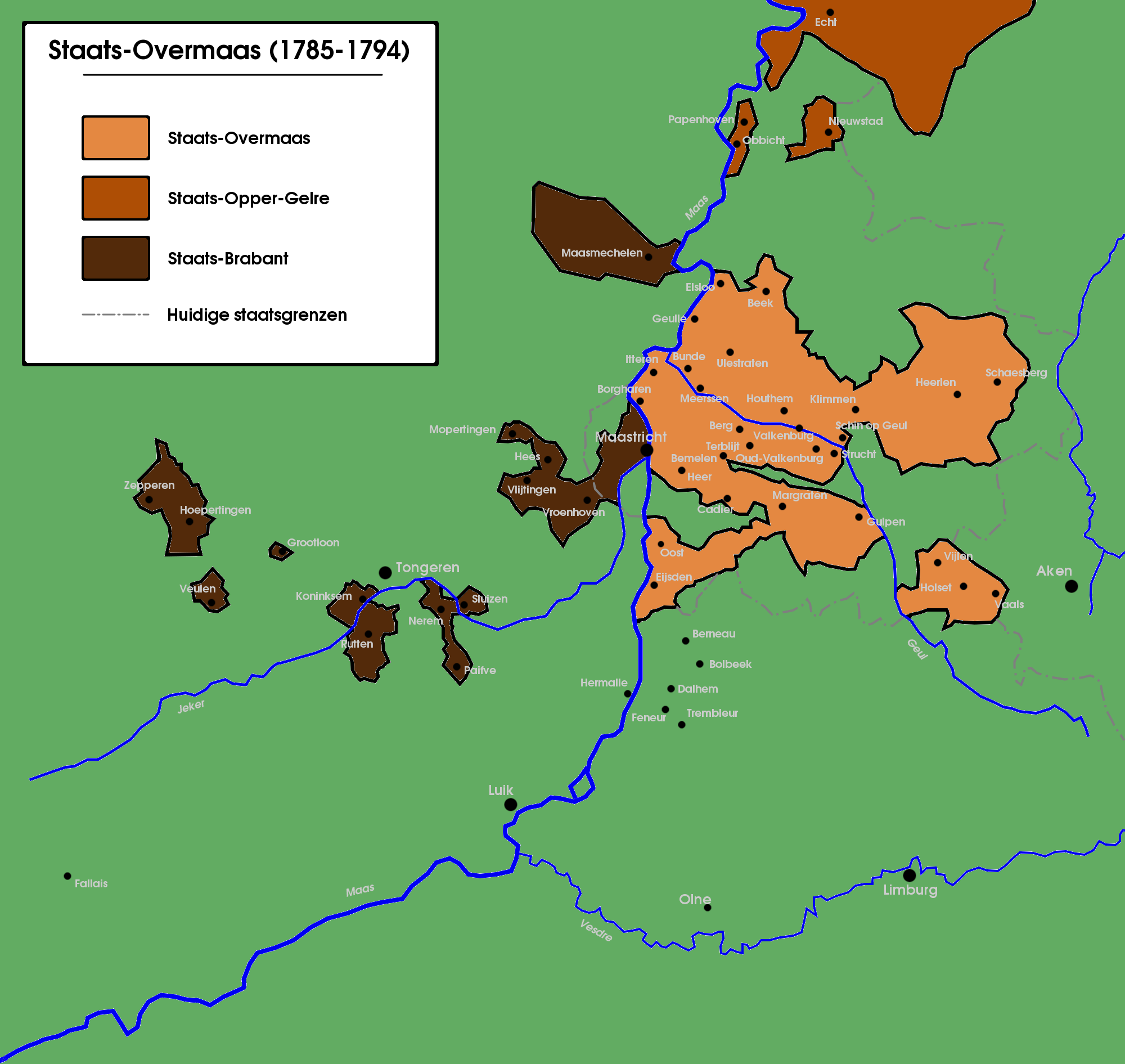
Stavovské Zamází v letech 1785-1794

Stavovské Zamází (nizozemsky Staats-Overmaas) bylo v letech 1661-1795 jednou ze Zemí generality Spojených provincií nizozemských. Vzniklo roku 1661 smlouvou o rozdělení, podepsanou mezi Španělskem a Spojenými provinciemi nizozemskými, jež mezi oba státy rozdělila území tzv. Zamází, což byla nesouvislá oblast na pravém břehu řeky Mázy, rozkládající se převážně v jižní části moderní nizozemské provincie Limburku a dále zasahující do moderních belgických provincií Limburku a Lutychu a německé spolkové země Severního Porýní-Vestfálska. Zamází původně náleželo k vévodství Brabantskému, ale později je spravovalo Limburské vévodství. Z takto vymezeného Zamází připadly Spojeným provinciím území v moderní nizozemské provincii Limburku a dále v moderní belgické provincii Lutychu, roku 1785 pak Spojené provincie ztratily belgické části.

## Členění
Celé Stavovské Zamází zahrnovalo části území tří panství:
- Panství Valkenburg
- Panství 's-Hertogenrade
- Panství Dalhem